# Blauwe rupsvogel
De blauwe rupsvogel (Cyanograucalus azureus synoniem: Coracina azurea) is een zangvogel uit de familie van de rupsvogels.

## Verspreiding en leefgebied
Deze soort komt voor van Sierra Leone tot Gabon en oostelijk Congo-Kinshasa.

## Status
De blauwe rupsvogel heeft een groot, maar verbrokkeld verspreidingsgebied waardoor de kans op uitsterven gering is. De grootte van de populatie is niet gekwantificeerd, maar de aantallen nemen af. Echter het tempo van afname ligt onder de 30% in tien jaar (minder dan 3,5% per jaar). Om deze redenen staat deze rupsvogel niet bedreigd op de Rode Lijst van de IUCN.